# Bostrodes rubrifusa
Bostrodes rubrifusa är en fjärilsart som beskrevs av George Francis Hampson 1906. Bostrodes rubrifusa ingår i släktet Bostrodes och familjen nattflyn. Inga underarter finns listade i Catalogue of Life.